# 원앙
원앙(鴛鴦, 영어: mandarin duck, 학명: Aix galericulata 아익스 갈레리쿨라타[*])은 오리과에 속하는 물새이다. 본래는 겨울철새이지만 일부 원앙은 텃새가 되어 사철 내내 관찰할 수 있다. 동아시아가 원산인 텃새로, 영국과 폴란드, 네덜란드, 독일 등지에도 도입되었다. 몸길이는 40~50cm에 날개 폭은 65-75cm이다. 아메리카원앙과는 같은 속에 속하는 친척뻘이며, 원앙속에서는 이 두 종만이 속해 있다.

## 개요
몸길이 40~50cm, 몸무게 500g가량으로 작은 오리류와 비슷한데 다리가 약간 길다. 번식기가 되면 수컷에게 아름다운 장식깃이 생긴다. 번식이 끝나면 아름다운 갓깃이나 뺨의 장식깃도 떨어지며, 온몸이 암컷과 비슷한 에클리프스깃색이 된다. 다만 이 시기에도 부리가 암컷과 다른 붉은색이다. 암컷은 전반적으로 회갈색이고, 가슴과 옆구리에는 굵은 회색얼룩이 줄지어 있다. 고궁이나 공원, 숲이 있는 못가에 살며 물가의 숲에 자라는 활엽수나 돌담 틈에 알을 낳는다.

## 산란기
산란기는 4-8월이며, 7-12개의 알을 낳고 28-30일이 지나면 부화한다.

## 먹이
먹이는 씨나 나무 열매를 먹으며, 가을에는 도토리를 즐겨 먹는다. 이 밖에 곤충류·달팽이류·작은 민물고기·수생식물의 뿌리도 먹는다.

## 생태
겨울의 무리에서는 수컷의 수가 압도적으로 많고, 그 중에서는 번식하지 않는 수컷도 있다. 이 현상은 외형을 아름답게 꾸민 것에서 많이 볼 수 있는데, 암컷이 많은 수컷들 중에서 더욱 아름다운 수컷을 골라 번식행동을 하는 것이 그 원인으로, 수컷 사이에서는 선택되기 위해 아름다움 경합이 벌어져 미화를 촉진하게 된다. 대한민국에서는 천연기념물 제327호로 지정되어 보호하고 있다. 두 마리가 항상 함께 다닌다고 하여 금슬이 좋은 부부를 '원앙'이라고 한다. 아시아에 사는 원앙은 철새로, 중국 동남부와 일본 등에서 겨울나기를 한다. 대한민국에서의 원앙은 텃새이다.

## 그림과 사진

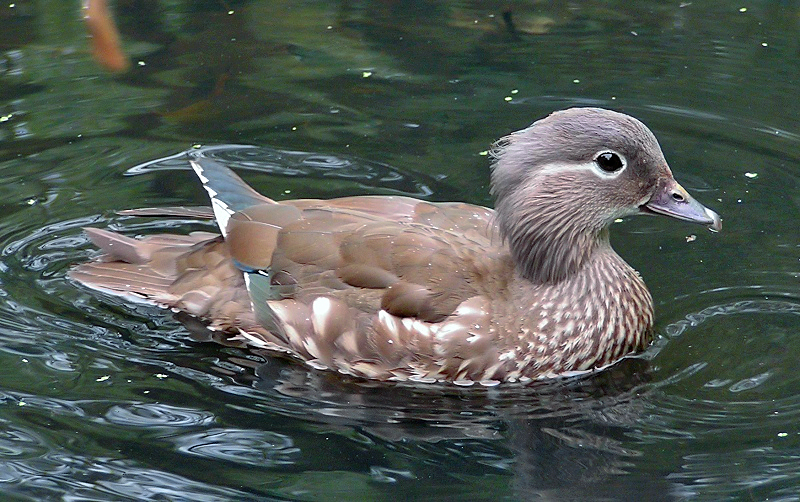
원앙 암컷.
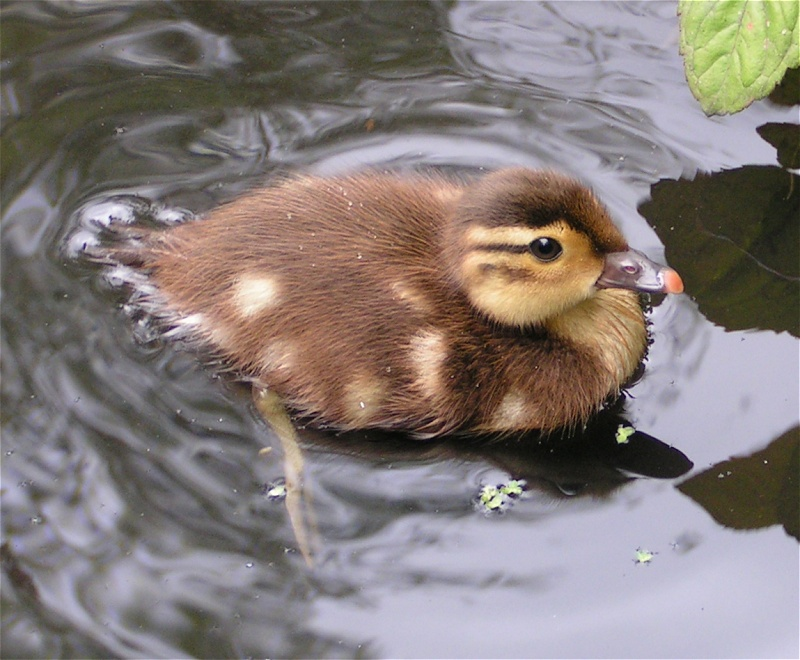
원앙 새끼.
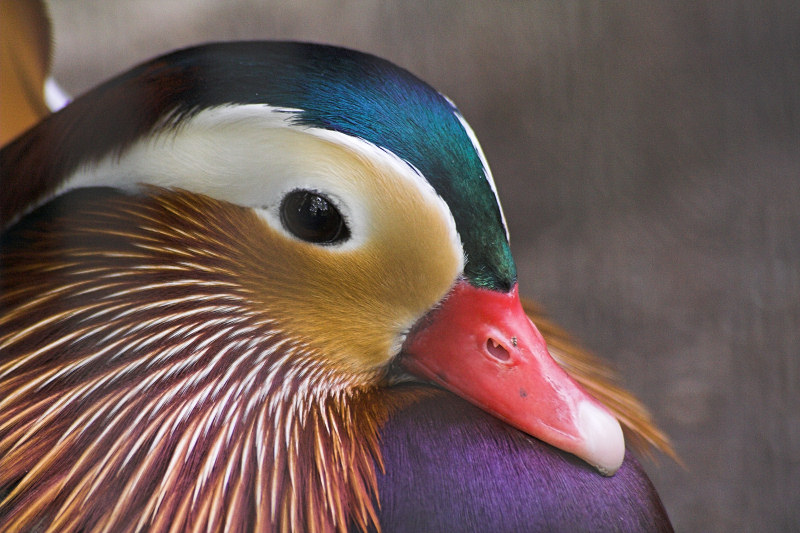
수컷의 머리.
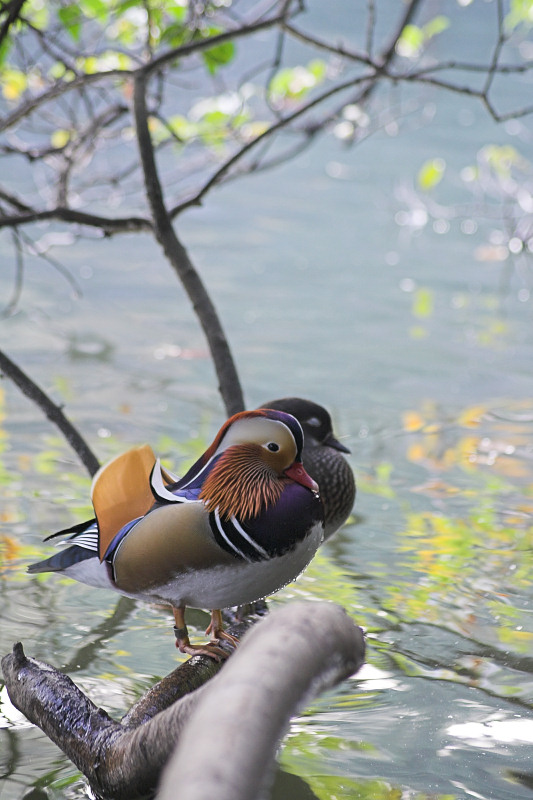
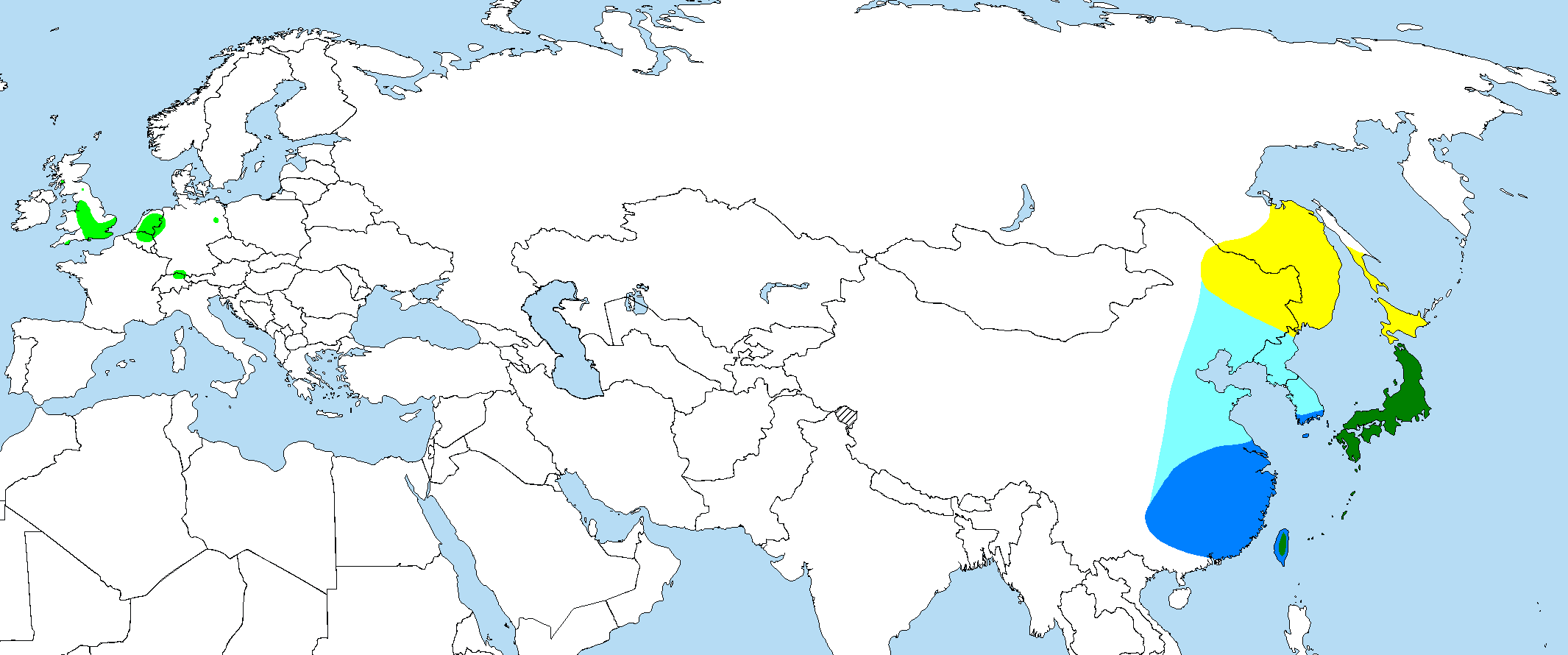
유럽 안의 분포.
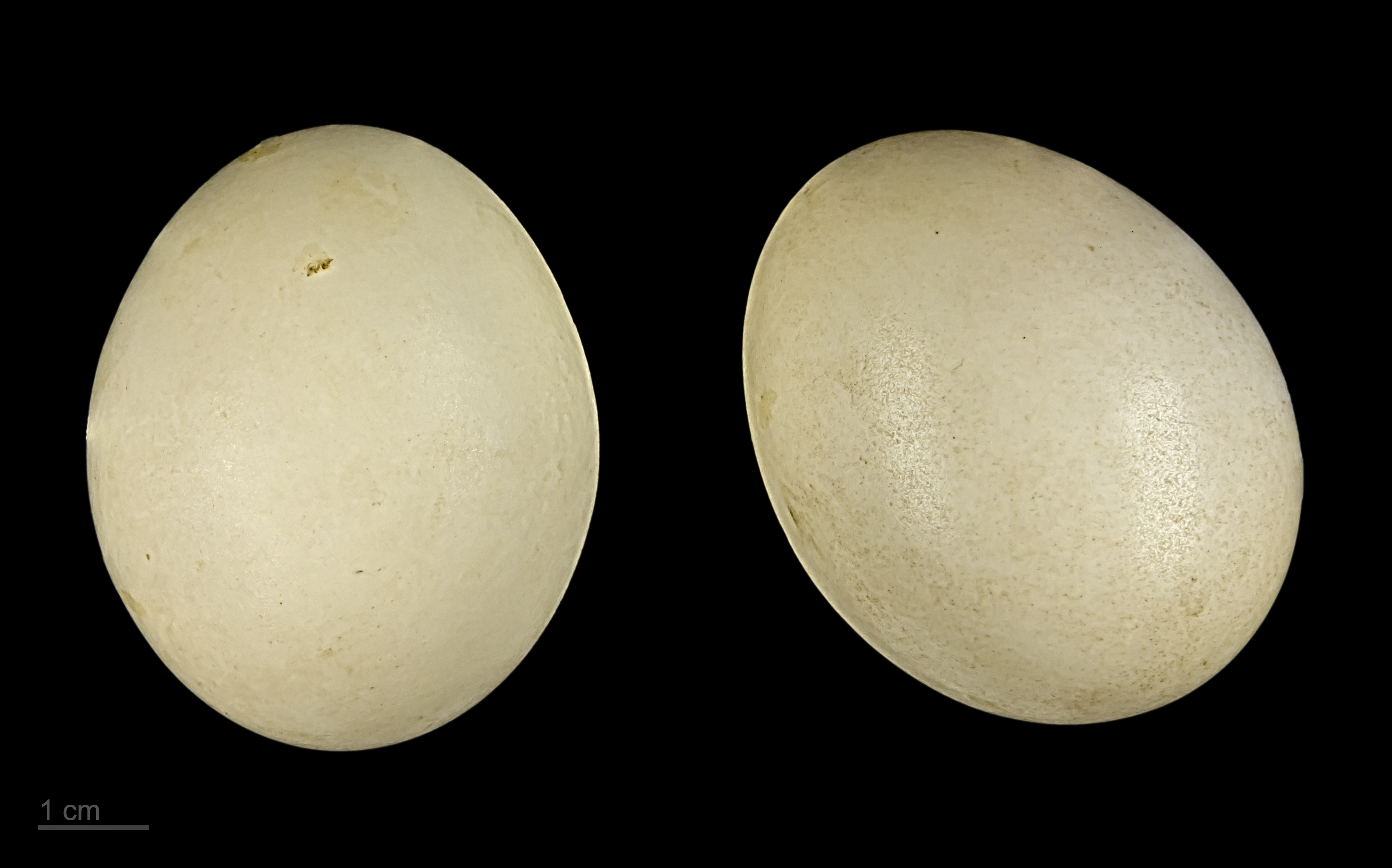
원앙의 알

## 같이 보기
- 원앙사촌
- 오리
- 닭

## 참고 문헌
- 이 문서에는 다음커뮤니케이션(현 카카오)에서 GFDL 또는 CC-SA 라이선스로 배포한 글로벌 세계대백과사전의 내용을 기초로 작성된 글이 포함되어 있습니다.